# AMD Phenom
Procesor AMD Phenom byl oficiálně společností AMD představen spolu s grafickými kartami Radeon řady HD2900. Jedná se o variantu architektury K10, která je určena pro stolní počítače. Phenomy se objevily ve 4. čtvrtletí roku 2007 jako nástupce Athlonů s jádry K8. Na jednom kusu křemíku jsou integrována až čtyři jádra. Dvoujádrová varianta má kódový název „Kuma“, čtyřjádrová má název „Agena“, resp. „Agena FX“. První dvě jmenované varianty jsou určeny do socketu AM2+, avšak pasují i do současného socket AM2, i když s mírně nižším výkonem paměťového řadiče a L3 cache. „Agena FX“ je určena do socketu F1207+, což umožňuje propojení procesorů na jedné základní desce pomocí HT a stavbu víceprocesorových stanic (FASN8). Ve hře je také tříjádrová varianta „Toliman“, která má jedno ze čtyř jader vypnuto (pravděpodobně nejslabší nebo vadné). Každé jádro má 64 kB L1 cache pro data, 64kB L1 pro strojové instrukce a 512 kB společné L2 cache. Jádra sdílejí ještě L3 cache o velikosti 2 MB. Phenom obsahuje klasické rozšiřující instrukce pro x86 od MMX po SSE3 a navíc speciální rozšíření SSE4A vyvinuté společností AMD. Je vyráběn 65 nm technologií.
Společnost AMD v prosinci 2008 uvedla nástupce AMD Phenom II.

## Změna modelového označení
Modelová čísla nové řady procesorů byla změněna z PR systému, který byl používán u předchůdce Phenomu a to u Athlon 64 X2. Schéma číslování pro novější procesory Athlon X2 je čtyř číselný kód modelu. Jako rozlišovací znak jednotlivých skupin procesorů slouží první číslice kódu modelu. Některé procesory Athlon X2 používají BE prefix (např. Athlon X2 BE-2400) a některé procesory Sempron používají LE prefix (např. Sempron LE 1200):
| Série procesoru                 | Skupinové ukazatele |
| ------------------------------- | ------------------- |
| Phenom X4 quad-core (Agena)     | X4 9xxx             |
| Phenom X3 triple-core (Toliman) | X3 8xxx             |
| Athlon dual-core (Kuma)         | 6xxx                |
| Athlon single-core (Lima)       | 1                   |
| Sempron single-core (Sparta)    | 1                   |

## Modely
AMD vydalo už druhou verzi Phenomu, se jménem Phenom II.

### K10
Specifikace 
| Obchodní název | Rychlost    | Patice (=Socket) | Nanotechnologie | Jader | Cache    | Cache      | Cache   |
| -------------- | ----------- | ---------------- | --------------- | ----- | -------- | ---------- | ------- |
| Obchodní název | Rychlost    | Patice (=Socket) | Nanotechnologie | Jader | L1       | L2         | L3      |
| Opteron        | 1,7-2,5 GHz | F                | 65 nm           | 4     | 64+64 kB | 256/512 kB | L3 2 MB |
| Opteron        | 1,7-2,5 GHz | AM2              | 65 nm           | 4     | 64+64 kB | 256/512 kB | 2 MB    |
| Phenom         | 1,8-2,6 GHz | AM2              | 65 nm           | 4     | 64+64 kB | 0,5 MB     | 2 MB    |

Technologie a jména jader
| Obchodní název | Jméno CPU' | Technologie                                                                                |
| -------------- | ---------- | ------------------------------------------------------------------------------------------ |
| Opteron        | Barcelona  | MMX, SSE, SSE2+3+4a, Enhanced 3DNow!, NX Bit, AMD64, AMD Virtualization, PowerNow!, ccNUMA |
| Opteron        | Budapest   | MMX, SSE, SSE2+3+4a, Enhanced 3DNow!, NX Bit, AMD64, AMD Virtualization, PowerNow!         |
| Phenom         | Agena      | MMX, SSE, SSE2+3+4a, Enhanced 3DNow!, NX Bit, AMD64, Cool'n'Quiet                          |

## Jádra

### Phenom X4

#### Agena(65 nm SOI)
- 4 jádra K10 v čipu
- L1 cache: 64 + 64 kB (data + instrukce) na jádro
- L2 cache: 512 KB na jádro, plná rychlost
- L3 cache: 2 MB sdílená mezi jádry
- Řadič pamětí: dual channel DDR2-1066 MHz s unganging nastavením
- MMX, Extended 3DNow! , SSE, SSE2, SSE3, SSE4a, AMD64, Cool'n'Quiet, NX Bit, AMD-V
- Socket AM2+, HyperTransport od 1,6 do 2 GHz
- Spotřeba energie (TDP): 65, 95, 125 a 140 W
- Uvedení
  - 19. listopadu, 2007 (B2 Stepping)
  - 27. března, 2008 (B3 Stepping)
- Frekvence CPU: 1,8 - 2,6 GHz
- Násobič: 9 - 13x
- Napětí jádra: 1,075 - 1,30 V
- Modely
  - (B2 Stepping): Phenom X4 9100e, X4 9500, X4 9600, X4 9600 BE
  - (B3 Stepping): Phenom X4 9150e, X4 9350e, X4 9450e, X4 9550, X4 9600B, X4 9650, X4 9750, X4 9750B, X4 9850, X4 9850 BE, X4 9950 BE

### Phenom X3

#### Toliman(65 nm SOI)
- 3 jádra K10 v čipu
- L1 cache: 64 + 64 kB (data + instrukce) na jádro
- L2 cache: 512 KB na jádro, plná rychlost
- L3 cache: 2 MB sdílená mezi jádry
- Řadič pamětí: dual channel DDR2-1066 MHz s unganging nastavením
- MMX, Extended 3DNow! , SSE, SSE2, SSE3, SSE4a, AMD64, Cool'n'Quiet, NX Bit, AMD-V
- Socket AM2+, HyperTransport od 1,6 do 2 GHz
- Spotřeba energie (TDP): 65 a 95 W
- Uvedení
  - 27. března, 2008 (B2 Stepping)
  - 23. dubna, 2008 (B3 Stepping)
- Frekvence CPU: 1,9 - 2,5 GHz
- Násobič: 9,5 - 12,5x
- Napětí jádra: 1,125 - 1,25 V
- Modely
  - (B2 Stepping): Phenom X3 8400, X3 8600
  - (B3 Stepping): Phenom X3 8250e, X3 8450, X3 8450e, X3 8550, X3 8650, X3 8750, X3 8750B, X3 8750 BE, X3 8850

## Chyba v TLB
Před vydáním Phenomů byla objevena chyba v TLB (anglicky Translation Lookaside Buffer), která může u čtyř jádrových procesorů společnosti AMD způsobit ve výjimečných případech systémové zamrznutí. Phenom byl díky této chybě vylepšen a zahrnuje krokování „B2“ a „BA“. Jsou tam BIOS a softwarové pracovní cykly aby se tomuto problému předešlo a to vyřazením TLB. Pracovní cykly však zatěžují procesor a způsobují výkonové ztráty (minimálně 10%).

Mnozí testeři potvrdili, že se ta chyba projevuje jenom v daných případech (virtualizace a výkon CPU na 100%). Většina uživatelů na ni nenarazí, ale může se výjimečně projevit.
Tyto ztráty nebyly prozkoumány u prvních předběžně uvolněných Phenomů. Počítá se s tím, že výkon prvních Phenomů, které se dostaly k uživatelům, bude trochu nižší. Procesory s odstraněnou chybou mají na konci modelového čísla „50“ (např. 9650 s krokováním „B3“) a byly uvedeny na trh 27. března 2008.
Dceřiná společnost AMD vydala záplatu pro Linux Kernel, která přijímá minimální funkční testování k překonání této chyby softwarovou emulací přístupných a nepřístupných bitů. Což způsobuje malé ztráty výkonu.

## Budoucí modely
Budoucí modely budou představeny v druhé polovině roku 2008. AMD předpokládá spuštění série 45 nm procesorů. Od října 2007 jsou veřejnosti známa pouze kódová jména. To jsou Deneb FX pro Phenom FX, Deneb pro čtyř jádrové procesory, Heka pro tří jádrové procesory Phenom a Regor pro Athlon X2. U těchto procesorů se předpokládá, že budou dostupné na konci roku 2008 nebo na začátku roku 2009, s podporou paměti DDR3 a předpokládá se, že budou mít větší sdílenou L3 cache (6 MB) stejně tak jako implementaci Socketu M3 pro jednoprocesorový systém a Socket G3MX pro dva procesory s Quad FX platformou.